# Halley Wegryn Gross
Halley Wegryn Gross, född 27 december 1985 i  Fort Myers i Florida, är en amerikansk skådespelare.

## Filmografi (urval)
- 2003 - Beautiful Kid - Linda
- 2006 - Lying - Hella
- 2007 - Leaving Gussie - Gussie
- 2007 - Across the Universe - Max flicka
- 2007 - The Babysitters - Nadine
- 2008 - The Missing Person - Chloe